# Potentilla lasiodonta
Potentilla lasiodonta es una especie de planta del género Potentilla, perteneciente a la familia Rosaceae.

## Taxonomía
Potentilla lasiodonta fue descrita por Per Axel Rydberg en 1908.

## Distribución
Se encuentra en el territorio central de Canadá hasta el centro-norte de Estados Unidos.